# Bodentemperatur

Tages- (links) und Jahresgang (rechts) der Temperatur in verschiedenen Bodentiefen

Als Bodentemperatur (auch: Erdbodentemperatur) wird jene Temperatur unter der Erdoberfläche bezeichnet, die von vielen Wetterwarten der meteorologischen Dienste zusätzlich zur Lufttemperatur gemessen wird – meist in etwa 20 cm Erdbodentiefe. Sie wird von der auftreffenden Sonnenstrahlung, von der bodennahen Atmosphäre, von Oberflächengewässern und dem Wärmestrom aus dem Erdinneren beeinflusst.

## Anwendung
Die Erdbodentemperatur ist für die Landwirtschaft, den Obstbau, die Botanik (Thermische Waldgrenze) und die Zoologie (Bodenlebewesen) von Bedeutung. Auch das Bauwesen (Frosttiefe, Bodenstruktur) und bezüglich der Ergiebigkeit von Quellen ist die Bodentemperatur interessant.
So können Erdrutsche nicht nur durch starke Niederschläge, sondern ebenso durch Schmelzen von Bodeneis ausgelöst werden. Relevant ist dies überwiegend nahe dem Permafrostgebiet, wo die Vereisung bis in tiefere Bodenschichten hinabreicht. Auch auf dem Mars wurden derartige Effekte in den letzten Jahren nachgewiesen.

## Tagesgang
Der tageszeitliche Verlauf der Amplitude der gemessenen Erdbodentemperatur ist verglichen mit dem der gemessenen Lufttemperatur der oberflächennahen Atmosphäre wesentlich geringer – umso weniger, je tiefer gemessen wird. Er ist auch phasenverschoben, d. h. zeitlich verzögert.
Die Ursache dieser Amplitudendämpfung und Phasenverschiebung ist einerseits die hohe spezifische Wärmekapazität der Erdkruste, andererseits der geringe Wärmefluss vom Boden zur angrenzenden Atmosphäre, was in den meisten Fällen eine geringere nächtliche Abkühlung und geringere tägliche Erwärmung des Bodens zur Folge hat. Der Erdboden erwärmt und erkühlt im tageszeitlichen Verlauf meist langsamer als die bodennahe Atmosphäre, jedoch rascher als Oberflächengewässer.

## Jahresgang
Im jahreszeitlichen Verlauf der Amplitude der gemessenen Erdbodentemperatur ist in zunehmender Bodentiefe eine Amplitudendämpfung und Phasenverschiebung der Bodentemperatur zu beobachten. In einer bestimmten Tiefe (typischerweise 6–12 m, abhängig von der örtlichen Bodenbeschaffenheit und insbesondere vom Wassergehalt) erreicht die Phasenverschiebung sechs Monate zur bodennahen Atmosphäre (Anwendungsfall: Eiskeller). Allerdings sind die absoluten Schwankungsamplituden in dieser Tiefe nur noch gering.
Mit zunehmender Erdbodentiefe tritt der Einfluss der Wärmeeinstrahlung durch die Sonne von oben gegenüber der aufsteigenden Erdwärme aus dem Erdinnern zunehmend in den Hintergrund.

## Klimawandel
Die in 6 und 12 m Tiefe gemessenen Jahresmittelwerte zeigen einen Anstieg der Bodentemperaturen in Deutschland seit Mitte der achtziger Jahre. Entsprechend der mittleren Lufttemperaturen scheint der Anstieg der Temperaturen in höheren Bodenschichten schon früher eingesetzt zu haben.